# Umkhonto we Sizwe
Umkhonto we Sizwe (afgekort: MK) betekent 'Speer van de Natie' en was de bewapende militaire vleugel van het Afrikaans Nationaal Congres (ANC) en de Zuid-Afrikaanse communistische partij (South African Communist Party (SACP). Het ANC en de SACP vochten binnen de MK tegen het apartheidsregime in Zuid-Afrika. 
MK werd opgericht in 1960 door Nelson Mandela, Walter Sisulu en de communist Joe Slovo. MK startte de guerrilla-activiteiten in 1961 met een aanval op overheidsinstallaties. MK werd daarna door de regering gekwalificeerd als terroristische organisatie en verboden.
De MK voerde talloze terroristische acties uit gericht op militaire, industriële, infrastructurele en burgerdoelen. In eerste instantie beperkte MK zich tot sabotage maar al snel ontwikkelde de MK zich tot een stadsguerrilla waarbij bomaanslagen en gewapende aanvallen niet geschuwd werden. De MK heeft 30 jaar bestaan, tot de afschaffing van het apartheidsregime. Hoeveel mensen bij acties van de MK om het leven zijn gekomen of gewond zijn geraakt, is niet bekend. Op 1 augustus 1990 staakte de MK zijn activiteiten, de MK is in 1994 opgenomen in het Zuid-Afrikaanse leger.

## Bekende MK-leden
- Chris Hani
- Ronnie Kasrils
- Nelson Mandela, stichter
- Govan Mbeki
- Thabo Mbeki
- Robert McBride
- Joe Modise
- Walter Sisulu, stichter
- Joe Slovo, stichter
- Marion Sparg
- Andrew Zondo
- Jacob Zuma
- Ela Gandhi